# Антикомуністичне повстання у Польщі (1944–1953)

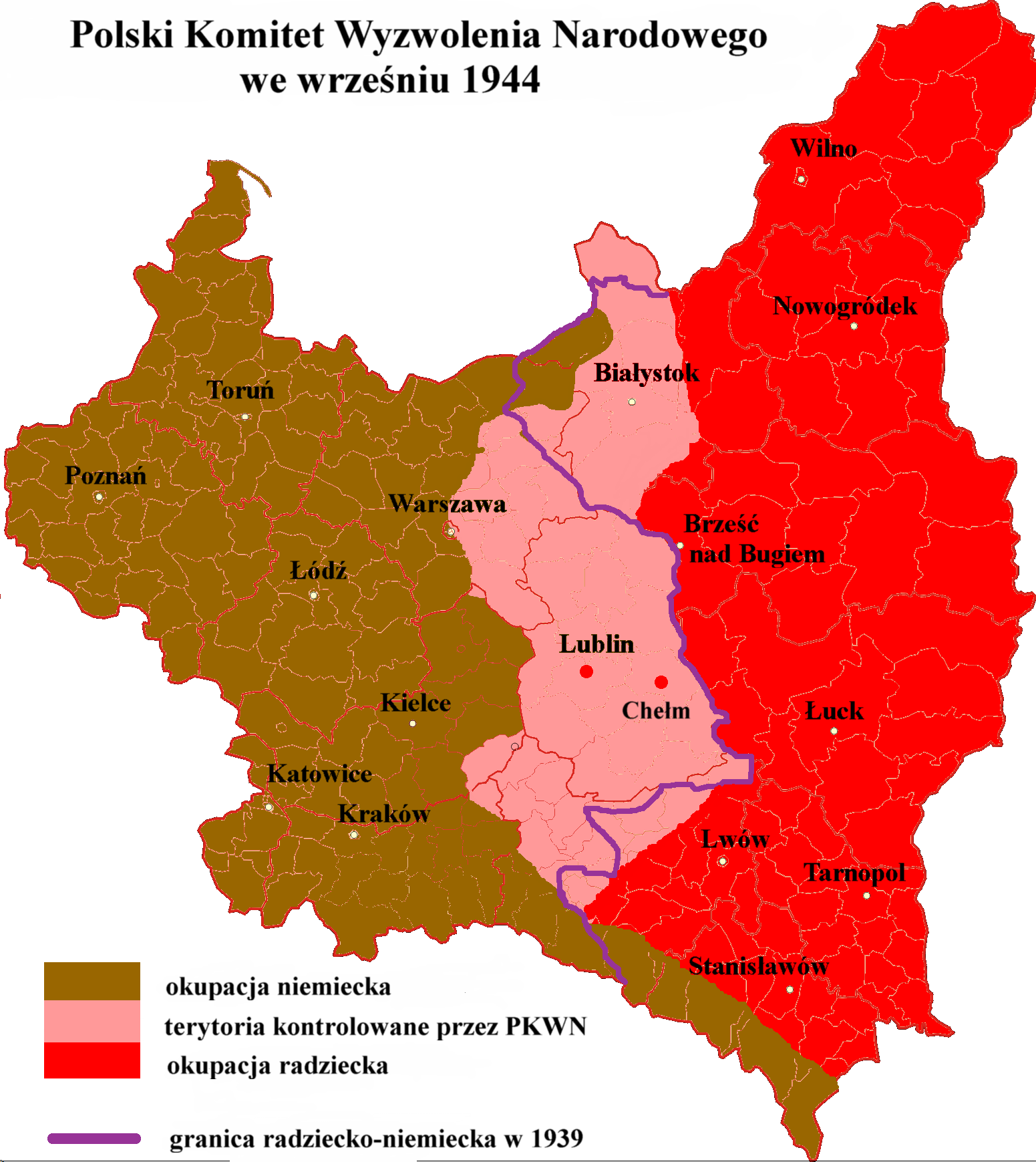
Території, контрольовані Польським комітетом національного визволення у вересні 1944 року

Антикомуністичне повстання у Польщі 1944–1953 (пол. powstanie antykomunistyczne w Polsce 1944–1953) — збройні виступи польського населення проти Червоної Армії і комуністичного режиму, який Радянський Союз нав'язував післявоєнній Польщі.

## Історія та еволюція терміна

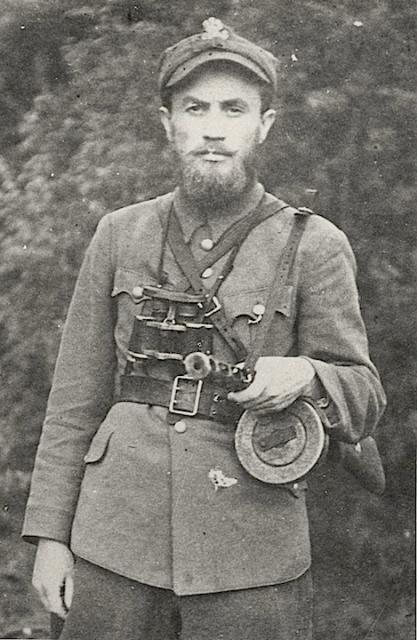
Один із ватажків антикомуністичного опору в Лідському районі Анатоль Радзивонік-«Олех»

На перших порах після того, як у січні 1944 Червона Армія перетнула кордони довоєнної Польщі, у відповідь на репресії щодо членів Польської підпільної держави траплялися збройні виступи частини польського населення, спрямовані проти нової комуністичної влади, а також радянських сил, що утверджували її у Польщі. На територіях, які перейшли під владу СРСР відповідно до положень Ялтинської конференції, ці виступи було досить швидко придушено, але остаточно цей опір зламано тільки в 1953 році (розгром залишків загону Анатоля Радзивоніка-«Олеха» 1953 року). Спротив польського підпілля на зайнятих Радянським Союзом землях вилився у майже 3 500 убитих у бою і майже 25 тисяч заарештованих та інтернованих.
Згортання бойових дій на післявоєнній території Польщі затяглося на кільканадцять років. 1944—1947 роки відзначалися повсюдним опором насаджуваному режимові, що виражалося у несприйнятті польським суспільством будь-яких починань комуністичної влади. Збройні виступи носили всі ознаки антикомуністичного повстання, попри те, що якого-небудь ідейного або керівного центру вони не мали. В часи ПНР сутність цієї боротьби перекручувалася, і навіть у Третій Речі Посполитій історики сперечалися, чи називати представлений тут конфлікт антикомуністичним повстанням, чи громадянською війною. Тільки доступ до архівів після 1989 року і публікація кількох монументальних праць після 1997 року дозволили дати об'єктивну оцінку характерові, розмірам і підсумку цієї борні. Нині переважна більшість істориків обстоюють поняття «антикомуністичне повстання», зокрема такі історики, як професори Томаш Стшембош, Кшиштоф Швагжик, Марек Ян Ходакевич, Станіслав Лах, доктори Лешек Петшак і Ярослав Шарек (обидва з Інституту національної пам'яті), д-р Казімєж Краєвський (редактор науково-популярного місячника «Вісник Інституту національної пам'яті»), д-р Томаш Лабушевський (член Програмної Ради видання «Biuletyn IPN „pamięć.pl”»), д-р Войцех Мушинський (редактор наукового щоквартальника «Glaukopis»), Лешек Жебровський та ін. Такий термін застосовує і Інститут національної пам'яті.
Деякі історики ПНР пропонували назвати конфлікт «громадянською війною», проте це викликало критику через участь у конфлікті потужної зовнішньої сили. У 1997 році в Королівському замку Варшави відбулося історичне засідання на тему «Громадянська війна чи нова окупація Польщі після 1944». Учасники засідання, серед них Ян Новак-Єзьоранський, рішуче відкинули поняття громадянської війни в цьому випадку.
У 2011 році в ході обговорення законопроєкту про встановлення національного Дня пам'яті «проклятих солдатів» депутат від СДЛС Сильвестр Павловський та позафракційний тоді депутат (раніше член фракції СДПЛ—Нова Лівиця) Анджей Целинський виступили проти появи в законі поняття «антикомуністичне повстання». В результаті компромісу цей вираз не з'явився і був замінений терміном «антикомуністичне підпілля».
Президент Анджей Дуда в листі, адресованому учасникам церемонії відкриття Пантеону-Мавзолею Проклятих-Незламних у Варшаві на Військових Повонзках 27 вересня 2015 року написав: «Місце, де сьогодні Ви зустрічаєтесь [...] це один із найбільш красномовних символів Третьої Речі Посполитої. Тут уже близько сімдесяти років покоїлися останки солдатів нашого останнього повстання: повстання антикомуністичного».

## Тривалість повстання

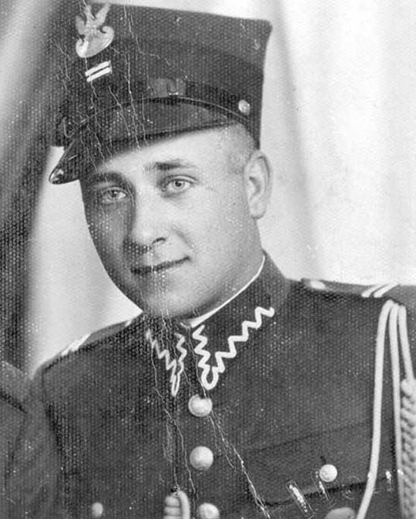
Останній повстанець Юзеф Франчак

За початок повстання слід вважати перші місяці після того, як 4-6 січня 1944 року Червона Армія перетнула довоєнний східний польський кордон. Це було невдовзі після Тегеранської конференції (початок грудня 1943 року) і перед Ялтинською та Потсдамською конференціями, що прив'язали східні кордони Польщі до лінії Керзона. Висновки конференції в Тегерані щодо східних польських кордонів союзники спочатку приховували. Тільки в лютому 1944 року прем'єр-міністр Вінстон Черчилль під час промови у британському парламенті підтримав радянські претензії на колишні східні польські землі. Поляки на тоді ще польських територіях, виступаючи в ролі господаря, воюючи проти німців (операція «Буря», операція «Гостра Брама»), наткнулися на репресії з боку частин Червоної Армії та вогонь радянських партизанів. Ще раніше, з грудня 1943 по червень 1944 року, на самій тільки Новогрудчині сталося близько 200 збройних сутичок між загонами АК та радянськими партизанами.
21 липня 1944 Червона Армія успішно форсувала Буг.
Двома тижнями пізніше, 1 серпня 1944, полковник Владислав Філіпковський «Стах» телеграфував у Головний штаб командування AK: «Сьогодні заарештували делегата уряду (...) Ми повертаємось у підпілля».
19 січня 1945 командувач АК Леопольд Окулицький «Ведмедик» розпустив Армію Крайову. Координацію боротьби за незалежність перебрала на себе кадрова військова організація «NIE», а після її розпуску 7 травня 1945 року — «Делегатура збройних сил на батьківщині» (пол. Delegatura Sił Zbrojnych na Kraj), яка проіснувала до 6 серпня 1945 року. 2 вересня того ж року було засновано — політичну за задумом — організацію «Свобода і Незалежність», якій підпорядкувалося багато бойових угруповань. У «Свободу і незалежність» дедалі більше проникали агенти служб безпеки, доки її повністю не розвалили в результаті операції «Цезар» у грудні 1952 року.   
Всю післявоєнну територію Польщі Червона Армія зайняла тільки в квітні 1945 року, після чого вся Польща опинилася під владою політичної системи, встановленої цією армією.
Важливим часовим рубежем була друга амністія Народної Польщі, проведена навесні 1947 року. Нею скористалося майже 80 тис. осіб, серед яких виявилося чимало вояків антикомуністичного підпілля, які надалі у більшості випадків зазнали гонінь, були вбиті або засуджені на тривалі строки ув'язнення чи страту.
Після цієї амністії на боротьбу зважилися вже лише кілька тисяч вояків. У 1947-1949 роках перестали існувати керівні центри, а масштаб дій значно зменшився. Після 1953 року чисельність загонів самостійницького підпілля була вже чисто символічною. До кінця того року вдалося розбити організовані підпільні загони. Надалі переховувалися тільки кілька загонів і окремі бійці, їх систематично схоплювали і вбивали. Ті поодинокі, кому вдалося дожити до 1956 року, використовуючи зміни в країні, вийшли з підпілля. Але навіть 21 січня 1956 було схоплено підпільника Стефана Кобоса на псевдо «Верес», у березні 1957 — вбито у бою Станіслава Мархевку «Рибу» і, нарешті, 21 жовтня 1963 загинув під час облави останній учасник цього руху опору Юзеф Франчак.
Таким чином, після 1953 року будь-які організовані великі підрозділи антикомуністичного підпілля вже не діяли.

## Сторони, перебіг і методи боротьби
Терор, застосований до представників Польської підпільної держави та польської інтелігенції підрозділами НКВС і СМЕРШ, що ввійшли у Польщу вслід за Червоною Армією, спричинив масове «повернення до лісу» десятків тисяч вояків багатьох раніше антинімецьких підпільних формувань та створення нових угруповань. 
У перші роки того історичного періоду, який заведено називати Народною Польщею, в 1944-1947 роках, боротьбу з незалежницьким підпіллям вели насамперед сили НКВС. Окрім радянських військ, які поступово виводилися з країни (хоча, наприклад, 64-та зведена дивізія внутрішніх військ НКВС на прохання Болеслава Берута залишалася в розпорядженні «польських товаришів» до березня 1947 року), наприкінці 1945 року налічувалося 24 000 співробітників Міністерства громадської безпеки. У 1953 році у підвідомчих цьому міністерству підрозділах сукупно було зайнято понад 200 000 осіб, з яких у територіальних управліннях громадської безпеки служило 33 200 людей. Самостійницькому підпіллю також протистояла Польська Народна Армія, в тому числі структури Головного управління інформації (військової розвідки), які разом налічували в тому ж 1953 році приблизно 400 000 осіб, хоча на той час уже тільки невеличка їх частина використовувалася для боротьби із залишками підпілля.
У середині 1945 року у підпіллі, яке виборювало незалежність Польщі, воювало від 13 000 до 17 200 бійців у 341 загоні, 1946 року таких було вже від 6 600 до 8 700. Після амністії боролися далі близько 1 800 вояків. Кількість загонів після розпуску АК скоротилася зі 141 до 57. За оцінками МГБ, 1948 року загальна чисельність партизанських загонів і груп становила 158. Воювали там 1 163 солдати. У 1949 році було вже тільки 765 осіб у 138 загонах. Після 1950 року продовжували боротися 250-400 людей.
На самих лише землях, які від Польщі відійшли до СРСР, в 1945 році загалом воювали понад 40 загонів, що разом налічували близько 1 700 душ, 1950 року їх було вже тільки з півтора десятка (і близько 100 вояків). 
До найбільших із відомих військових формувань, які використовувалися для придушення повстання, належала 1-ша Варшавська піхотна дивізія Польської Народної Армії, штаб якої після взяття Берліна розташували в Седльце — в районі, де концентрація боїв із повстанцями була найвищою. 
Повстанці провели тисячі бойових та інших операцій, перш за все:
- близько тисячі важливих зіткнень, битв, боїв і сутичок із «силами безпеки», в тому числі різного роду засідок (з обох сторін)
- більш ніж тисяча двісті розгромів/нападів на відділки Громадянської міліції і 34 напади на установи МГБ
- десятки нальотів на поїзди, в тому числі ті, що вивозили награбоване в СРСР
- 38 нападів на в'язниці
- 5 нападів на табори, в яких утримувалися в'язні репресивних органів
- кількадесят операцій проти органів влади у гмінах, знищення документації
- кількасот акцій проти кооперативів
- кількасот спроб роззброєння (на постах апарату безпеки)
- кількасот дій, спрямованих на звільнення затриманих вояків-повстанців на постах сил безпеки
- кількасот «протибандитських» акцій
- кількасот інших акцій, здебільшого з наведення порядку і проти різних господарських об'єктів
- ліквідація багатьох функціонерів місцевих управлінь безпеки, співробітників МГБ та бандитів із грабіжницьких зграй
- кілька сотень експропріацій господарських об'єктів.

Застосовувалися також попередження, шмагання різками та інші покари діячів Польської робітничої партії та інших комуністичних організацій.